# 盧祖皋
盧祖皋（約1174年—1224年），字申之，又字次夔，號蒲江，永嘉（今浙江温州）人。
楼大防之甥。慶元五年（1199年）進士，初任淮南西路池州教授。嘉泰二年（1202年），調任兩浙西路吳江（今蘇州市）主簿。嘉定十一年（1218年），主管刑、工部架阁文字。嘉定十三年（1220年），歷官秘書省正字，嘉定十四年迁著作郎兼权司封郎官。後任将作少监、权直学士院。卒于官。有《蒲江词》传世。《宋诗纪事》存其诗七首。